# Campylomormyrus
Campylomormyrus ist eine Gattung afrikanischer Süßwasserfische aus der Familie der Nilhechte (Mormyridae). Sie kommt in Zentral- und Westafrika vor, die meisten Arten im Kongobecken.

## Merkmale
Campylomormyrus-Arten werden 20 bis 65 cm lang und besitzen einen kurzen bis langgestreckten, seitlich abgeflachten Körper von typischer Nilhechtgestalt. Die Schnauze ist lang, röhrenförmig und nach unten gebogen, das Maul ist klein und endständig. Ein fleischiger Auswuchs des Unterkiefers dient als Sinnesorgan zum Aufspüren der Nahrung. Die wenigen Zähne sind konisch oder zweispitzig. Rücken- und Afterflosse stehen einander am Hinterkörper symmetrisch gegenüber. Beide Flossen sind fast gleich lang, die Rückenflosse nur wenig kürzer.
Die Fische sind unscheinbar, meist einfarbig dunkelgrau oder bräunlich gefärbt. Oft zeigt sich eine rautenförmige helle Zeichnung am Hinterleib. Wie alle Nilhechte sind Campylomormyrus-Arten zur Elektrokommunikation und Elektroorientierung fähig.
Bei älteren Fischen wird die Schnauze in Relation zur Körperlänge immer länger. Einige Wissenschaftler benutzen deshalb zur Diagnose der Arten nicht die Standardlänge, sondern die Abstände zwischen Schnauzenspitze und Auge (LM, „Length of the snout“) und Auge und Schwanzflossenbasis (LSPO, „Post-orbital standar length“).

## Ernährung
Campylomormyrus-Arten ernähren sich vor allem von Insektenlarven, die sie im Gewässerboden aufspüren. Einige Arten können aus ihrem röhrenförmigen Maul einen Wasserstrahl ausstoßen, um sie freizulegen.

## Arten
Der Gattung gehören 14 Arten an:

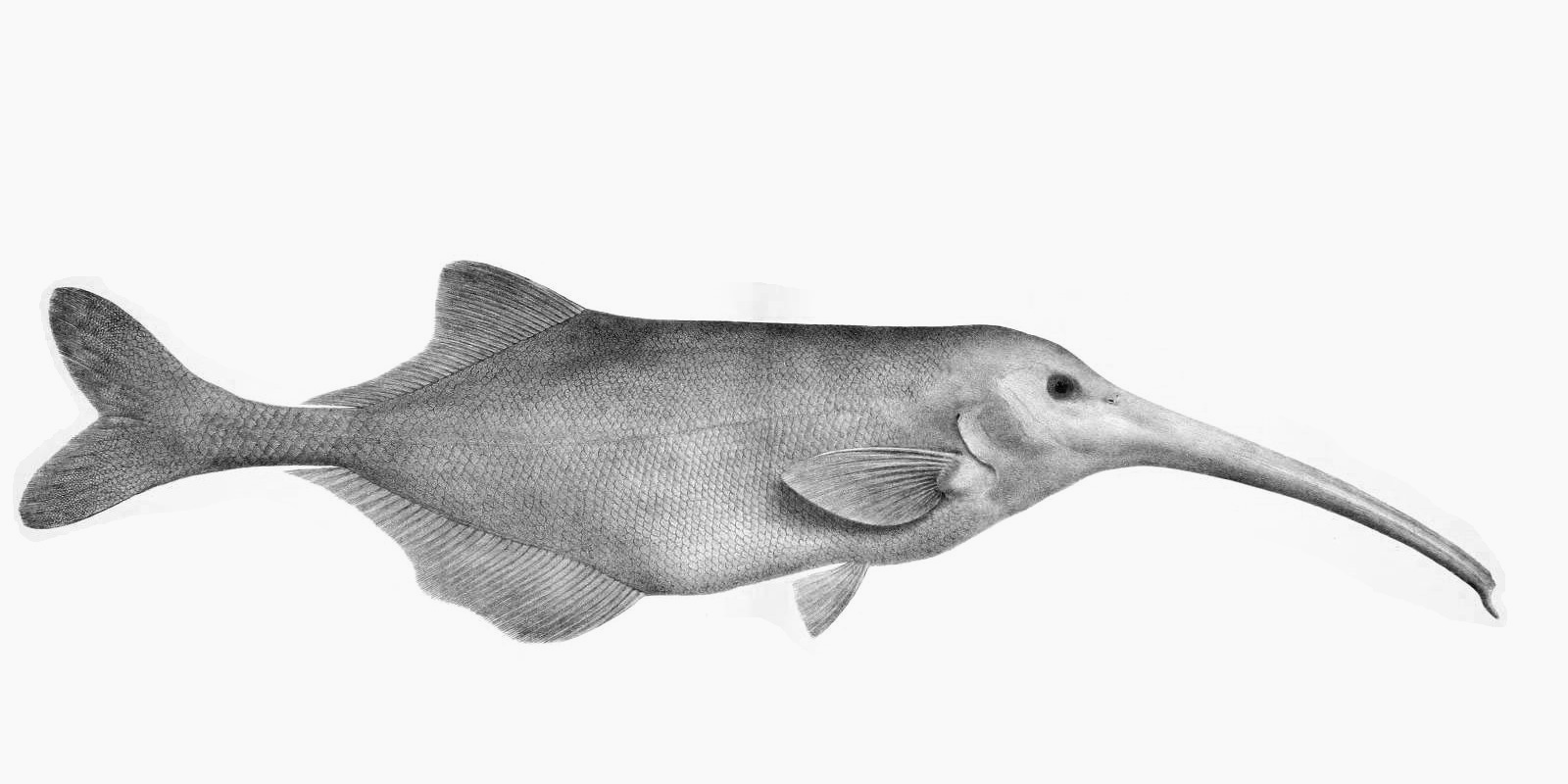
Campylomormyrus numenius

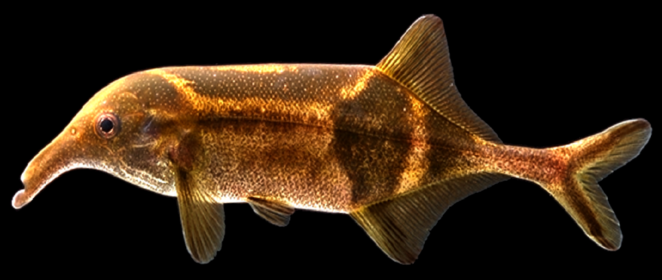
Campylomormyrus tamandua

- Campylomormyrus alces (Boulenger, 1920)
- Campylomormyrus bredoi (Poll, 1945)
- Campylomormyrus cassaicus (Poll, 1967)
- Campylomormyrus christyi (Boulenger, 1920)
- Campylomormyrus curvirostris (Boulenger, 1898)
- Campylomormyrus elephas (Boulenger, 1898)
- Campylomormyrus luapulaensis (L. R. David & Poll, 1937)
- Campylomormyrus mirus (Boulenger, 1898)
- Ibis-Nilhecht (Campylomormyrus numenius) (Boulenger, 1898)
- Campylomormyrus orycteropus Poll, J. P. Gosse & Orts, 1982
- Campylomormyrus phantasticus (Pellegrin, 1927)
- Langnasen-Nilhecht (Campylomormyrus rhynchophorus) (Boulenger, 1898)
- Tamandua-Rüsselfisch (Campylomormyrus tamandua) (Günther, 1864)
- Campylomormyrus tshokwe (Poll, 1967)